# Сурджит Сінґг Панесар
Сурджит Сінґг Панесар (6 січня 1940 — 6 листопада 2019) — кенійський хокеїст на траві. Грав за клуб «Сімба Юніон» з Найробі. Увійшов до складу збірної Кенії на літніх Олімпійських іграх 1960 в Римі, де вона посіла 7-ме місце. Грав на позиції нападника, зіграв 6 матчів і забив 1 гол у ворота збірної Австралії. Учасник літніх Олімпійських ігор 1964 в Токіо, де його збірна посіла 6-те місце. Грав на позиції нападника, зіграв 8 матчів і забив 1 гол у ворота збірної Пакистану. Учасник літніх Олімпійських ігор 1968 в Мехіко, де його збірна посіла 8-ме місце. Грав на позиції нападника, зіграв 10 матчів і забив 3 голи (по одному у ворота збірних Нідерландів, Аргентини та Австралії). Учасник літніх Олімпійських ігор 1972 в Мюнхені, де його збірна посіла 13-те місце. Грав на позиції нападника, зіграв 7 матчів і забив 2 голи у ворота збірної Нової Зеландії.